# Вернер Ігор Євгенійович
І́гор Євге́нійович Ве́рнер (29 квітня 1970, Первомайськ, Миколаївська область) — український військовий і державний діяч, державний службовець 5-го рангу (23.11.2013), кандидат технічних наук. Голова Державної служби статистики України (з 2016 року).

## Життєпис
У 1992 році закінчив Харківське вище військове командно-інженерне училище за спеціальністю «Математичне забезпечення автоматизованих систем управління» з присвоєнням кваліфікації інженера-математика.
У 2001 році закінчив Національну академію оборони України за спеціальністю «Організація бойового та оперативного забезпечення військ (сил)» із присвоєнням кваліфікації офіцера військового управління оперативно-тактичного рівня.
У 2005 році захистив дисертацію на здобуття наукового ступеня кандидата технічних наук.
До жовтня 2009 року проходив військову службу в Збройних силах України.
З листопада 2009 року працює у Державній службі статистики України: заступник директора департаменту інформатизації — начальник відділу інформаційних технологій (11.2009 — 12.2011); заступник директора департаменту інформаційних технологій (12.2011 — 05.2014); начальник Головного управління регіональної статистики (05.2014 — 12.2016); голова Державної служби статистики України (з 12.2016).

## Нагороди і відзнаки
- Заохочувальна відзнака Міністерства оборони України «Знак пошани».
- Почесна грамота Державної служби статистики України (2015).
- Подяка Прем'єр-міністра України (2012).